# San Simeon
San Simeon statisztikai település az USA Kalifornia államában, San Luis Obispo megyében. Lakosainak száma 445 fő (2020. április 1.).

## Népesség
A település népességének változása:

| 2010 | 462 |
| 2020 | 445 |